# Javier Gadea
Javier Gadea (Miranda de Arga, 7 de febrero de 1752 - Pamplona, después de 1828) fue un librero activo en la capital navarra desde 1794 y como impresor al menos desde 1804. Trabajó hasta 1828, cuando debió de morir. Su trayectoria como impresor es particularmente modesta; por otra parte, editó por cuenta propia obras de demanda constante que vendió, junto con otras ajenas, en su "librería de la calle de la Navarrería".

## Vida
Javier Romualdo Gadea, como figura en su acta de bautismo, nació en 1752 en Miranda de Arga, hijo de Fermín Gadea y María Josefa Ezquerro. La madre probablemente estaba emparentada con la familia Ezquerro, en cuyo taller cabe pensar que Javier Gadea aprendió el oficio de impresor y librero.
En 1780 se casó en la parroquia de San Juan Bautista de Pamplona con Juana María de Orrio Erro, con la que tuvo al menos seis hijos entre 1782 y 1797, cinco mujeres y un varón, quien debió de fallecer antes de 1796. 
Se tiene noticia de que en 1786 vivía arrendado en una casa de la calle Calderería y de que trabajaba por cuenta ajena. 
Le sucedió su yerno José Ambrosio Imaz, casado en 1828 con María Antonia. Esta no era la primogénita, pero su marido debió de parecer el más idóneo para continuar el negocio familiar, que dirigió desde 1832 hasta 1854.

## Librero
En 1794 toma como aprendiz de librero por seis años a Javier Goyeneche, un muchacho de catorce años, hijo de viuda, que sabe escribir correctamente. Este hecho apunta a que por esa fecha abrió su librería. Conviene tener en cuenta que en ese mismo año (1794) ya habían fallecido sus padres y puede que la herencia recibida de ellos le permitió comprar el utillaje y el fondo bibliográfico necesarios para abrir la librería. Se tiene noticia de que su padre, Fermín Gadea, tenía casas y tierras en Miranda de Arga. 

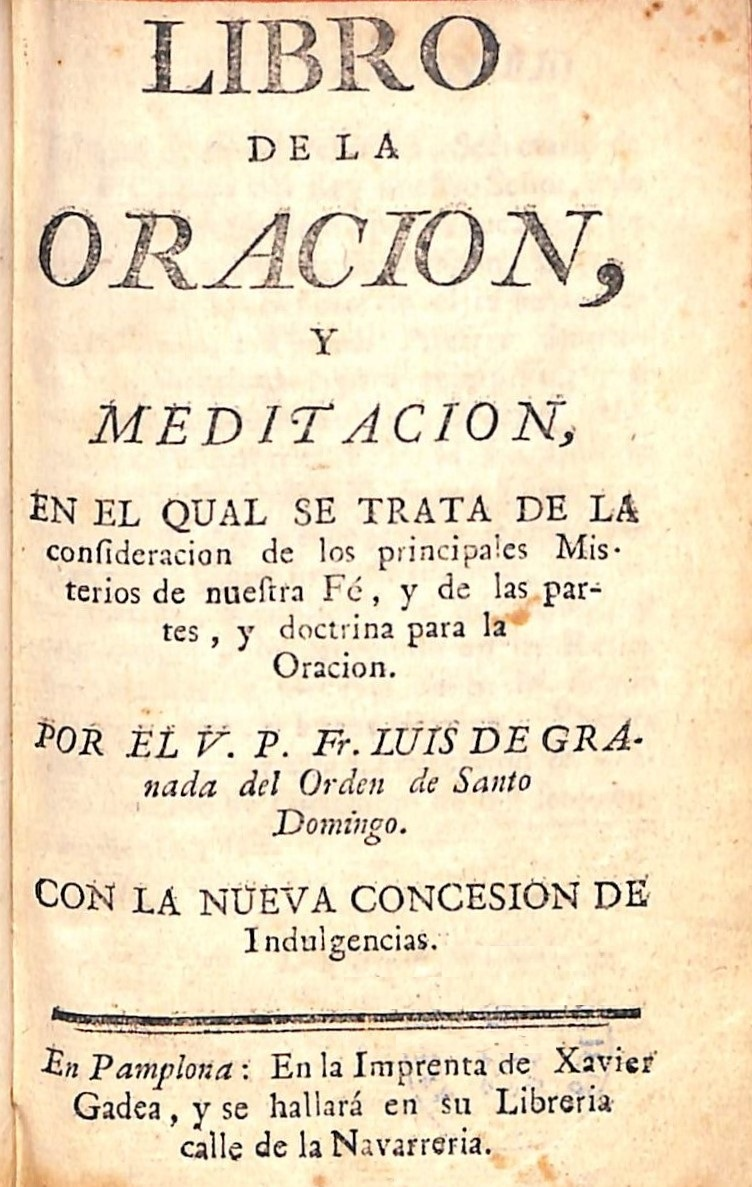
Libro de fray Luis de Granada impreso fraudulentamente por Gadea

En torno a 1799 mantiene relaciones comerciales con diversos libreros, como Fermín Larumbe, residente en Vitoria, al que suministra entre otros títulos una docena del "Libro de la oración y meditación" de fray Luis de Granada; además de obras menores y de fuerte demanda, como catecismos y libritos de devoción, algunos de los cuales remite en rama (plegados, pero sin encuadernar). También le vendió pergamino para encuadernaciones y papel.

### Ediciones fraudulentas
En 1800 fue denunciado juntamente con su colega Francisca Ardanaz, viuda de José Longás, por vender fraudulentamente catecismos, un título muy popular cuya venta en exclusiva correspondía al Hospital General de Pamplona.

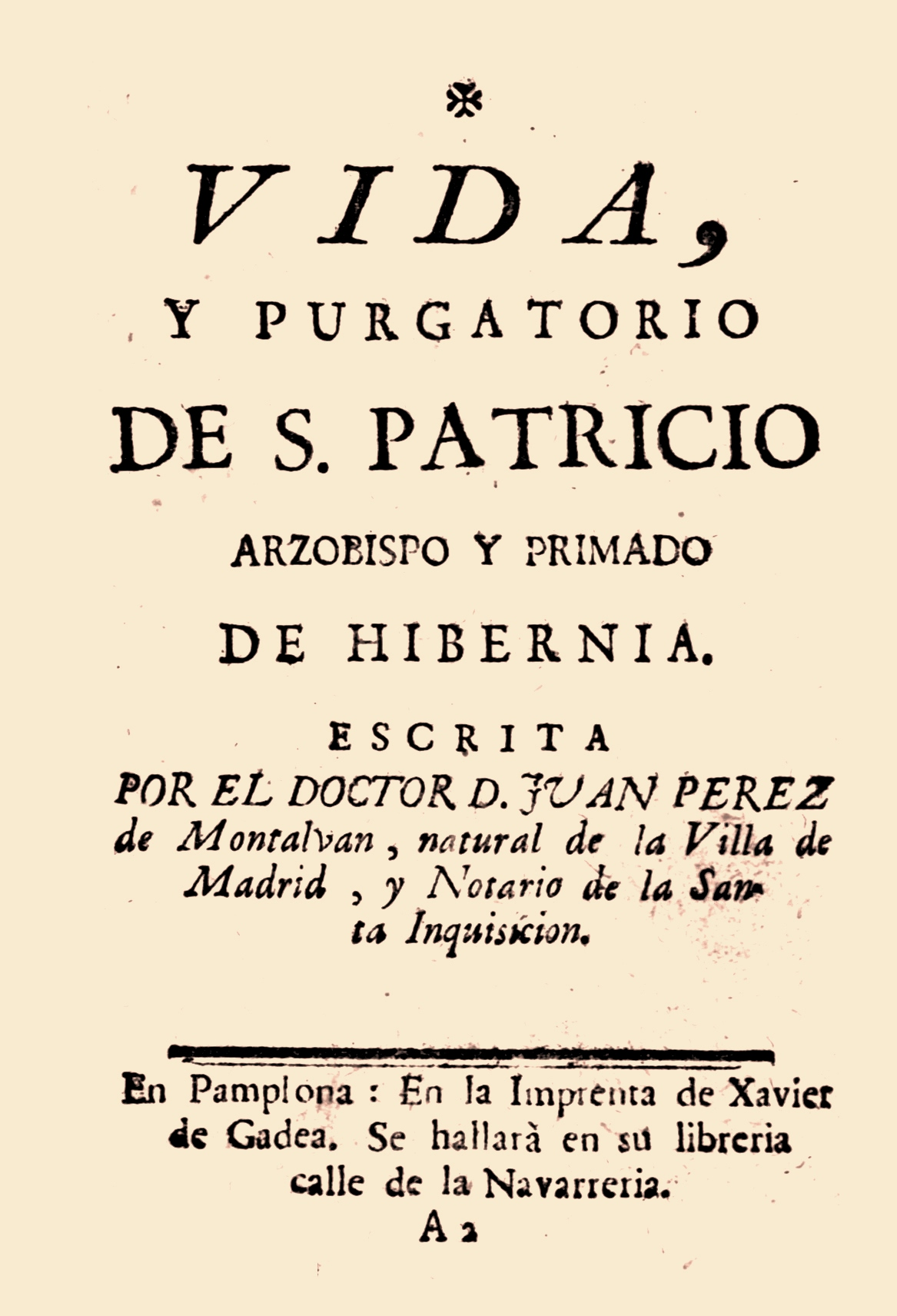
Libro de fácil venta, publicado en Valladolid, al que Gadea cambió la portada para poner su nombre

Con toda probabilidad Gadea publicó de manera fraudulenta la obra citada de fray Luis de Granada, sin la licencia preceptiva del Consejo Real de Navarra. Todo apunta a que reprodujo la del editor barcelonés Tomás Piferrer, con permiso del Consejo de Aragón concedido en 1766, para venderla en el ámbito de la Corona de Aragón.
Por otra parte, se conoce la edición de la Vida y purgatorio de San Patricio de Juan Pérez de Montalbán, una obra de éxito desde el siglo XVII, que en el pie de imprenta lleva el nombre de Javier Gadea y, sin embargo, carece de fecha y de las licencias del Consejo Real de Navarra. A la vista de la estructura interna de esta publicación, es probable que Gadea comprara ejemplares la edición que Tomás de Santander había sacado en Valladolid en 1762 y sustituyera la portada original por una nueva en la que puso su nombre.

## Impresor
Tras al menos diez años como librero, hacia 1804, con cincuenta años cumplidos, abrió un taller de imprenta en el número 11 de la calle Navarrería, en el mismo edificio que albergaba su vivienda y la librería. En este entorno urbano se situaban los negocios de sus colegas de la capital navarra.

### Producción impresa
Aunque tenía una librería desde al menos 1794, hasta 1804 no se tiene noticia de la existencia de un impreso con su nombre en el pie de imprenta, nombre que en los primeros años escribe con la grafía Xavier al tiempo que hace preceder su apellido con la preposición "de" con la que le otorgaría mayor distinción social. 
Entre 1804 y 1828, es decir a lo largo de 25 años, solo se tiene la noticia de 23 impresos. Evidentemente su actividad está por debajo de sus colegas en la capital navarra.
Con el inicio de la guerra de la Independencia se abre un largo periodo en el que  no se conocen impresos. Los trabajos se intensifican en  1820, con el restablecimiento del liberalismo, y por este motivo durante el Trienio Liberal las imprentas, amparadas por la libertad de prensa, sacan a la luz una producción insólita de carácter político, mayoritariamente hojas sueltas y folletos.
Los años finales de trabajo de Javier Gadea ofrecen una actividad constante que contrasta con la debilidad de sus comienzos profesionales. Es probable que en estas fechas, cuando Gadea había cumplido setenta años, fuera su yerno José Ambrosio Imaz quien llevara el negocio. Tras la muerte de aquel, se haría con la propiedad y le daría nuevo impulso.
| Producción de la imprenta de Javier Gadea (1804-1828) |
| ----------------------------------------------------- |
|                                                       |

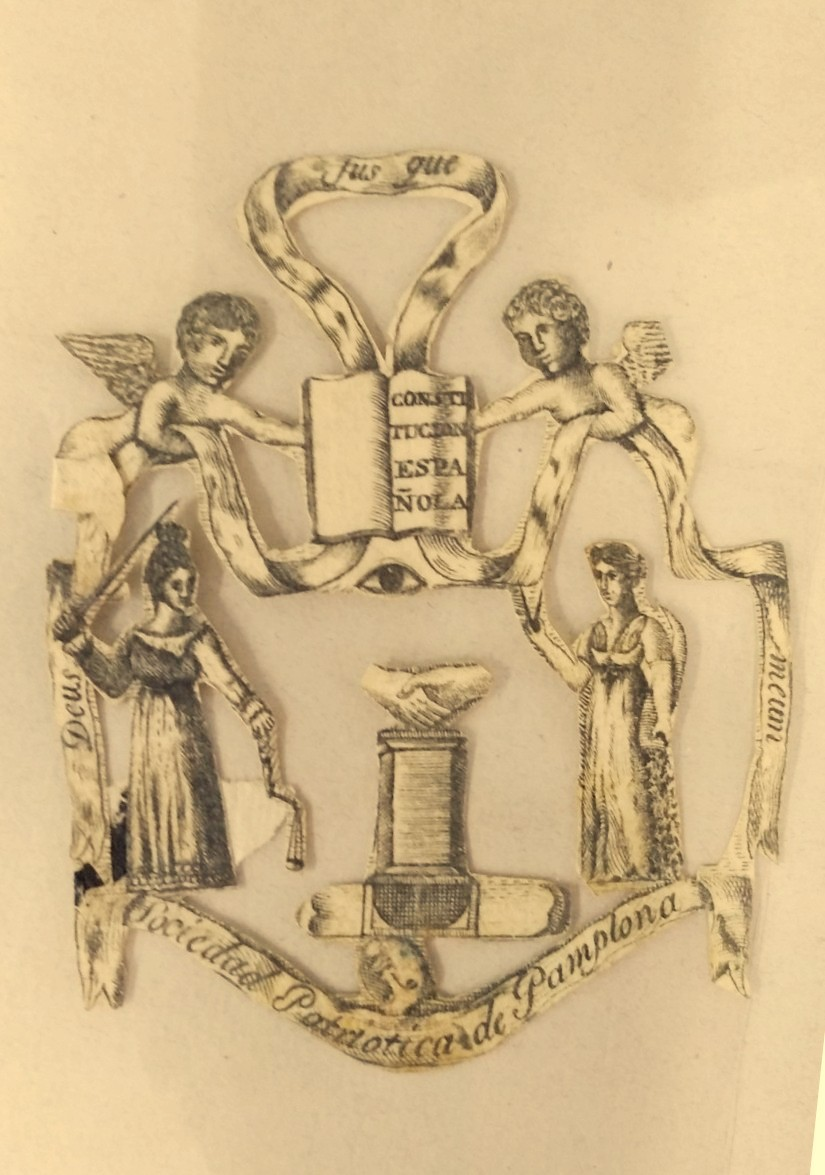
Emblema de la Sociedad Patriótica de Pamplona (1820)

Gadea cuenta con tipos nuevos y letras capitulares ornamentadas al gusto de la época. La composición tipográfica es de estilo neoclásico, con portadas limpias, el texto justificado al centro, sin orlas y a lo sumo con una línea ornamentada para la separación del pie de imprenta. Por el contrario, el texto tiende a ser abigarrado, con márgenes escasos. La calidad del papel es regular en líneas generales. 
En una ocasión se conoce el empleo de un grabado calcográfico, se trata del Reglamento de la Sociedad Patriótica de Pamplona (1820), donde se muestra  a toda página el emblema de esta entidad, ejecutado de manera rudimentaria y mediante la acumulación de elementos de difícil comprensión.
La producción se caracteriza por su irregularidad en el tiempo y por su modestia material, ya que algo más de la mitad está formada por folletos y hojas sueltas. Sólo en tres ocasiones imprime libros de cierto volumen, con más de doscientas páginas. En 1818 sacó una "nueva impresión corregida" del demandado "Libro de la oración y meditación" de fray Luis de Granada; tenía 450 páginas aunque el formato era pequeño, en octavo menor (15 cm), como era habitual en estas publicaciones destinadas a la devoción individual. Al final de su vida profesional, en 1825, cuando posiblemente el negocio ya lo regentaba su yerno, imprimió Historia de la guerra de la División Real de Navarra contra el intruso sistema llamado constitucional, con 286 páginas y formato cuarto (19 cm), escrita por el clérigo Andrés Martín, protagonista destacado de la sublevación absolutista. Al año siguiente sacó la Regla de la Orden que para sus hijos Terceros Seglares instituyó San Francisco, con 296 páginas en formato dieciseisavo (10 cm). Estos dos libros serían encargos, mientras que el de fray Luis de Granada lo editaría por su cuenta.
Por lo que se refiere al contenido de los impresos, predominan los relacionados con el liberalismo y el Derecho, tales como estatutos, ordenanzas municipales así como constituciones y reglamentos de asociaciones religiosas y laicas. Todos ellos vieron la luz en el Trienio Liberal, cuando la actividad impresora fue particularmente intensa. El segundo lugar correspondería a los de contenido religioso, en los que figuran trabajos menores y de gran demanda como novenarios, viacrucis y catecismos, entre los que se cuenta una edición en vascuence del catecismo de Astete, idioma en el que también imprimen sus colegas Joaquín Domingo y José Francisco de Rada.

## Galería de imágenes

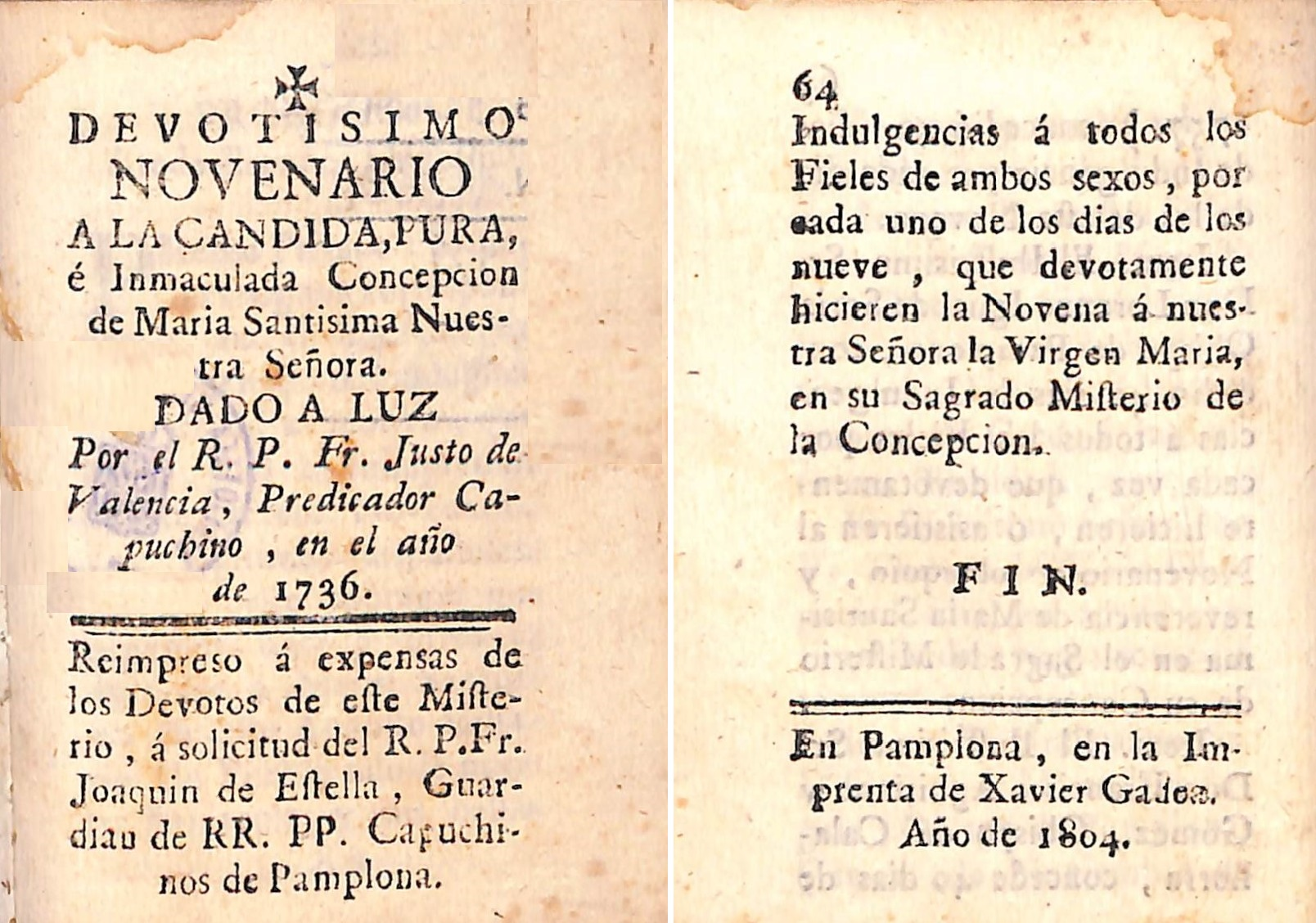
Novenario. Corresponde a las impresiones menores que predominan en la producción de Gadea (1804)
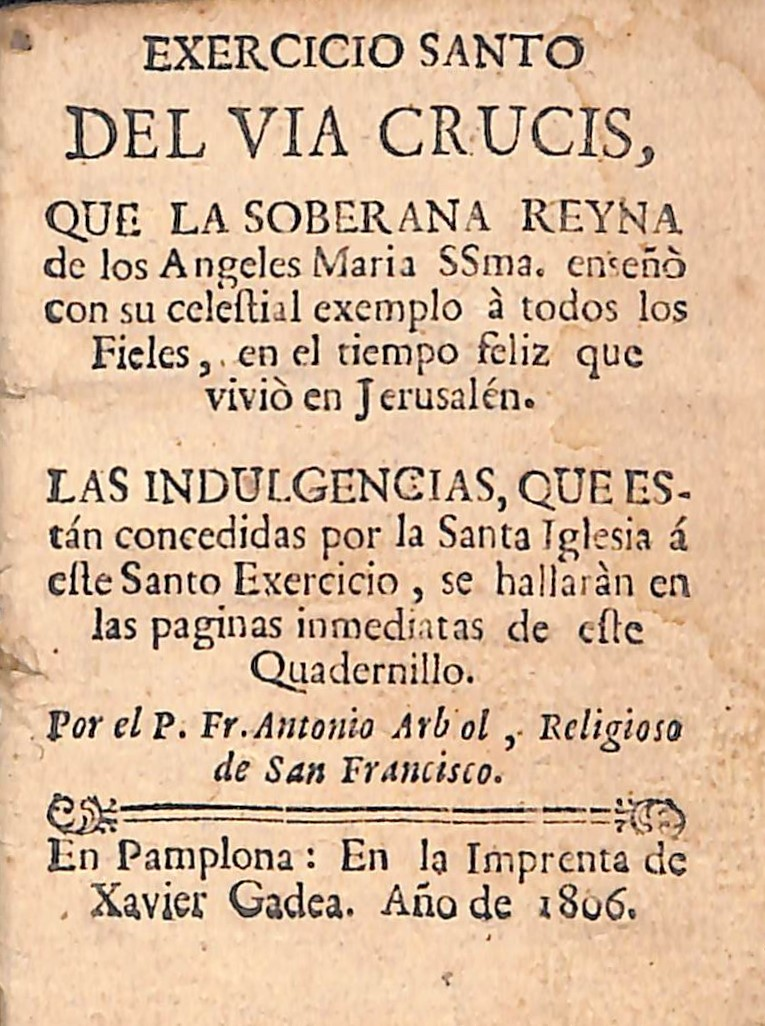
Viacrucis. Ofrece una portada abigarrada, barroca, al gusto de las publicaciones piadosas (1806)
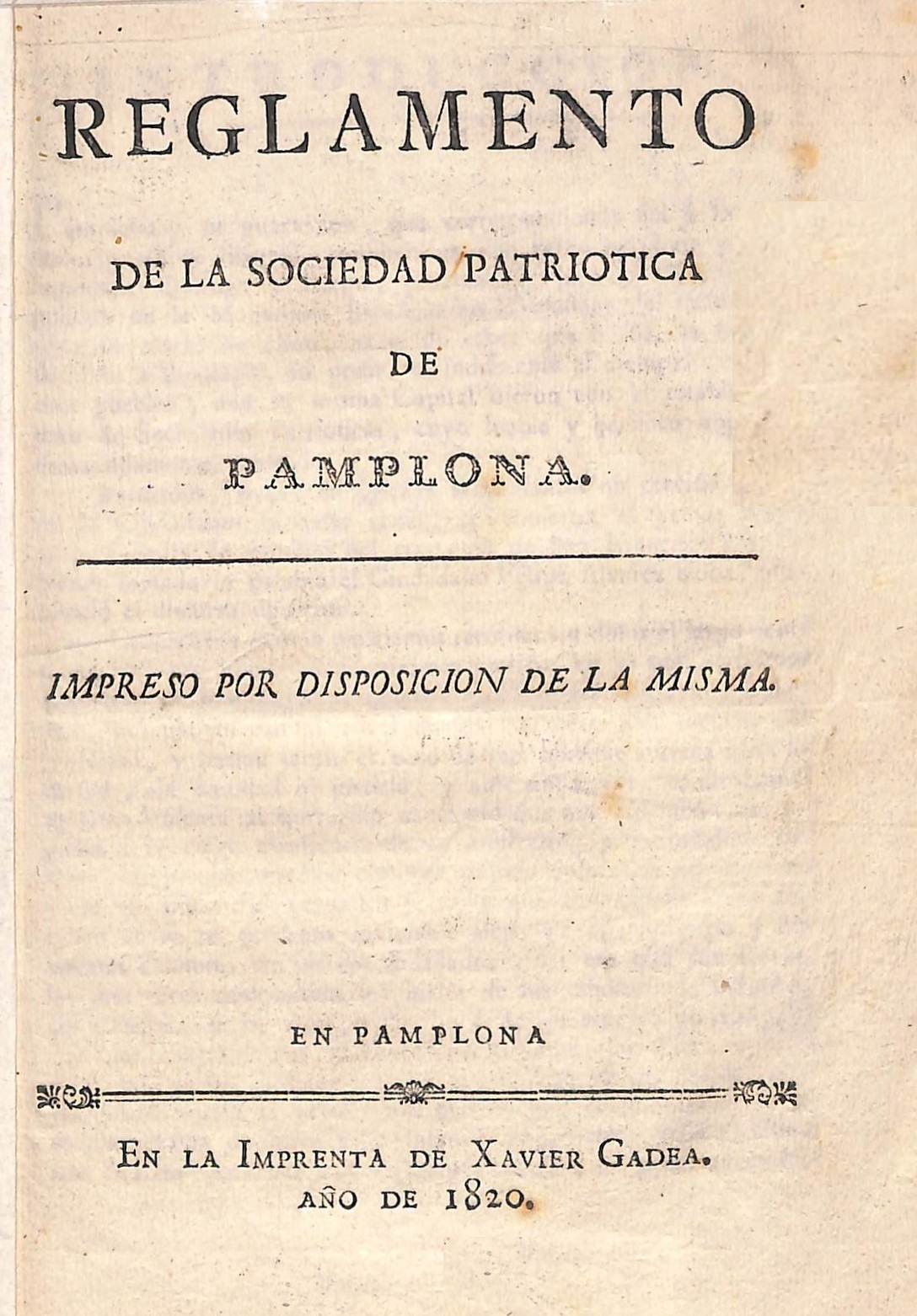
Reglamento de una sociedad creada en el Trienio Liberal (1820)
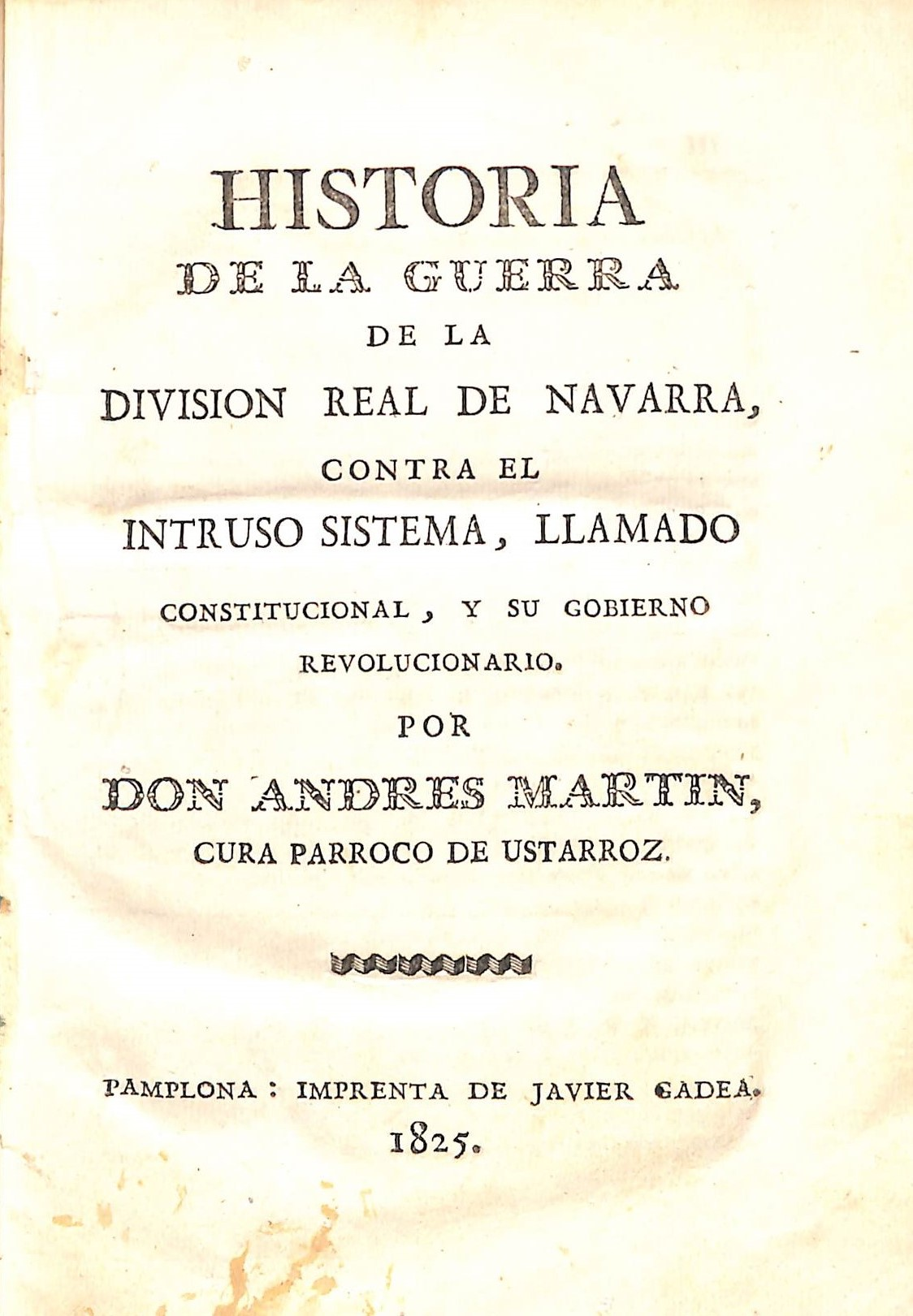
Uno de los pocos libros de gran paginación impresos por Gadea (1825)
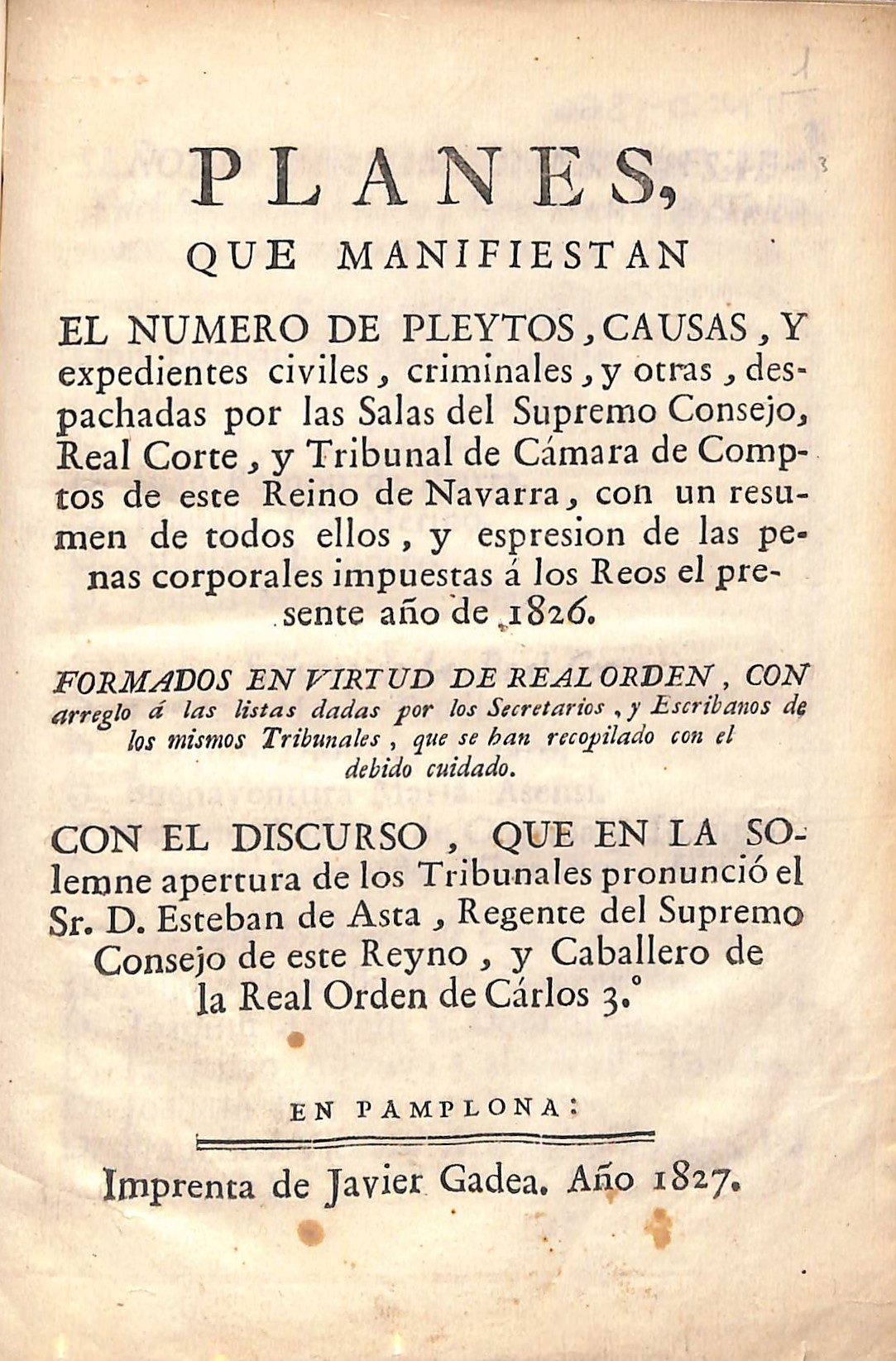
Memoria anual de los tribunales de Navarra. La portada de estilo neoclásico luce tipos de calidad (1827)